# Форчун, Роуз
Роуз Форчун (англ. Rose Fortune; 13 марта 1774 года — 20 февраля 1864 года) — афроамериканка, прибывшая в Аннаполис-Ройал (Новая Шотландия) в числе чернокожих лоялистов, и ставшая там успешным предпринимателем. Считается первой женщиной-полицейским Канады, поскольку ввела комендантский час для обеспечения безопасности на улицах в ночное время.

## Биография
Роуз Форчун родилась в британской колонии Пенсильвания, в Филадельфии. Примерно годом ранее её родители бежали из рабства в колонии Виргиния. Во время войны за независимость США семья покинула мятежные колонии, войдя в число чернокожих лоялистов (желавших продолжать жить под властью британской короны), когда Розе было 10 лет, и поселилась в Аннаполис-Ройале (Новая Шотландия). В 1825 году Роуз Форчун начала свой собственный бизнес, доставляя багаж между паромными доками и домами и гостиницами. Впоследствии ей было поручено сохранение имущества и поддержание порядка на причалах и складах в Аннаполис-Ройале в роли полицейского береговой линии города.
Роуз Форчун умерла в 1864 году в небольшом собственном доме в инженерном квартале возле Форт-Энна. Основанный ею бизнес продолжил её зять Альберт Льюис, создавший компанию Lewis Transfer Company, продолжавшую свою деятельность несколько поколений и закрытую в 1980 году. Форчун была похоронена в Аннаполис-Ройале на кладбище Гаррисона. Её могила не имеет надписи, но мемориальная доска на набережной Petite Park в Аннаполис-Ройале служит напоминанием о её жизни и вкладе в историю Новой Шотландии.